# Ribbcylindersnäcka
Ribbcylindersnäcka (Truncatellina costulata) är en snäckart som först beskrevs av Nilsson 1823.  Ribbcylindersnäcka ingår i släktet Truncatellina, och familjen grynsnäckor. Arten är reproducerande i Sverige.